# Teioasa
Teioasa (în poloneză Tiosy, în ucraineană Тіоси, transliterat: Tiosî) este un cartier în municipiul Bălți, Republica Moldova. Cartierul este amplasat între lacul orășenesc, Centru și zona industrială paralelă străzii Ștefan cel Mare. Hotarele cartierului sunt delimitate de Clinica veterinară (Direcția municipală pentru Siguranța Alimentelor), Centrala termoelectrică Nord și cartierul Bălții Noi. Teioasa a fost întemeiată la începutul secolului XX de câteva familii de polonezi venite din Galiția, care au format o așezare de tip rural.
Tot în cartierul Teioasa, de-a lungul capătului nord-estic al viitorului lacul orășenesc, a existat primul aerodrom din Bălți: Aerodromul Bălți.
În perimetrul cartierul Teioasa se află câteva magazine alimentare; magazin al firmei Linia H2O specializat în comercializarea produselor tehnico-sanitare, gresie din ceramică, mobilă pentru baie și bucătărie; gimnaziul nr. 9.